# الحوت المنقاري القزم
الحوت المنقاري القزم (الاسم العلمي: Mesoplodon peruvianus) هو نوع من الحيتانيات، يتبع جنس حيتان مركزية الأسنان.